# Welwyn
Welwyn es una localidad situada en el condado de Hertfordshire, de Inglaterra en Reino Unido, con una población estimada a mediados de 2016 de 3823 habitantes.
Se encuentra ubicada al suroeste de la región Este de Inglaterra, al norte de Londres y a poca distancia de la ciudad de Hertford —la capital del condado—.